# Pizza en Argentina
La pizza se prepara y consume en todo Argentina, principalmente en sus zonas metropolitanas que tienen una masiva proporción de habitantes descendientes de italianos. La Argentina cuenta con la mayor cantidad de pizzerías por habitante del mundo.
La pizza en Argentina se caracteriza por su masa de mayor grosor y la abundancia de queso mozzarella de vaca, "hasta los bordes, para que se dore y se gratine". Una de las formas características y tradicionales en Buenos Aires (no así en el resto del país) de consumirla es con fainá y el acompañamiento de vino moscato.
Las variedades de pizza más populares son la tradicional de mozzarella (salsa de tomate y queso), la "napolitana" (rodajas de tomate y orégano), la "calabresa" (con longaniza), la de jamón y morrones, y dos variedades originales de Argentina, la fugazza con queso (focaccia con queso) y la fugazzetta (cebolla y pan relleno de queso). En Buenos Aires es muy popular también una variante conocida como "pizza de cancha", muy similar a la pizza Marinera.
Entre las pizzerías históricas argentinas se destaca Banchero, fundada en 1932 pero originada mucho antes, en la panadería instalada por el inmigrante genovés Agustín Banchero en 1893, donde su hijo Juan inventó la fugazza y sobre todo la fugazzetta, y se generó la costumbre de acompañarla con fainá. También se destaca la pizzería Güerrín, cuya pizza está considerada entre las mejores del mundo, con una producción diaria promedio de 1000 pizzas, alcanzando 1500 los fines de semana.

## Historia

Fugazzetta (dos discos de masa rellenos de queso cubiertos con cebolla).

La pizza llega a la Argentina en la segunda mitad del siglo XIX con la ola de inmigración que convirtió a las etnias italianas en mayoritarias dentro de la población argentina. Su punto de aparición fue el barrio de La Boca, en Buenos Aires, de abrumadora mayoría genovesa, donde en 1882 Nicola Vaccarezza construyó el primer horno documentado, donde comenzó a cocinar fainá, una tortilla de garbanzo de origen genovés que desde un inicio caracterizará a la pizza argentina, como acompañante, al igual que el moscato, de origen piamontés. De esos tiempos data una fotografía histórica que muestra al también genovés y boquense Ricardo Ravadero vendiendo pizzas en la calle.
Pero será la familia Banchero la que quedará asociada al origen de la pizza argentina. En 1893 el genovés Agustín Banchero, se radicó en La Boca y abrió una panadería llamada "Riachuelo" (Olavarría entre Carlos F. Melo e Irala), que atendería con su hijo Juan. Allí no solo vendieron pizzas, sino que Juan Banchero inventó la fugazza con queso y la fugazzetta, una combinación original de pizza y focaccia (fugassa en genovés), hecha de pan y cebolla. En 1932 Juan Banchero y sus hijos abrieron la pizzería Banchero en La Boca (Brown y Suárez), que se convertiría en una de las principales cadenas de Buenos Aires. En 1934 Juan Banchero fue nombrado “Emperador de la Fugaza con Queso” por la República de La Boca, célebre asociación cultural del barrio integrada por destacados artistas.
También se destaca la pizzería Güerrín, cuya pizza está considerada entre las mejores del mundo, con una producción diaria promedio de 1000 pizzas, alcanzando 1500 los fines de semana.

## Características
La pizza se prepara y consume en todo el país, principalmente en Buenos Aires, una ciudad que tiene una masiva proporción de habitantes descendientes de italianos y cuenta con la mayor cantidad de pizzerías por habitante del mundo. La pizza argentina se caracteriza por la "media masa" (masa base de mayor grosor) y la abundancia de queso mozzarella de vaca, "hasta los bordes, para que se dore y se gratine", así como por el acompañamiento con fainá y vino moscato. Una conocida canción del rock nacional argentino, titulada «Moscato, pizza y fainá» de Memphis la blusera, sintetiza el gusto porteño en materia de pizzas.

## Pizzerías destacadas

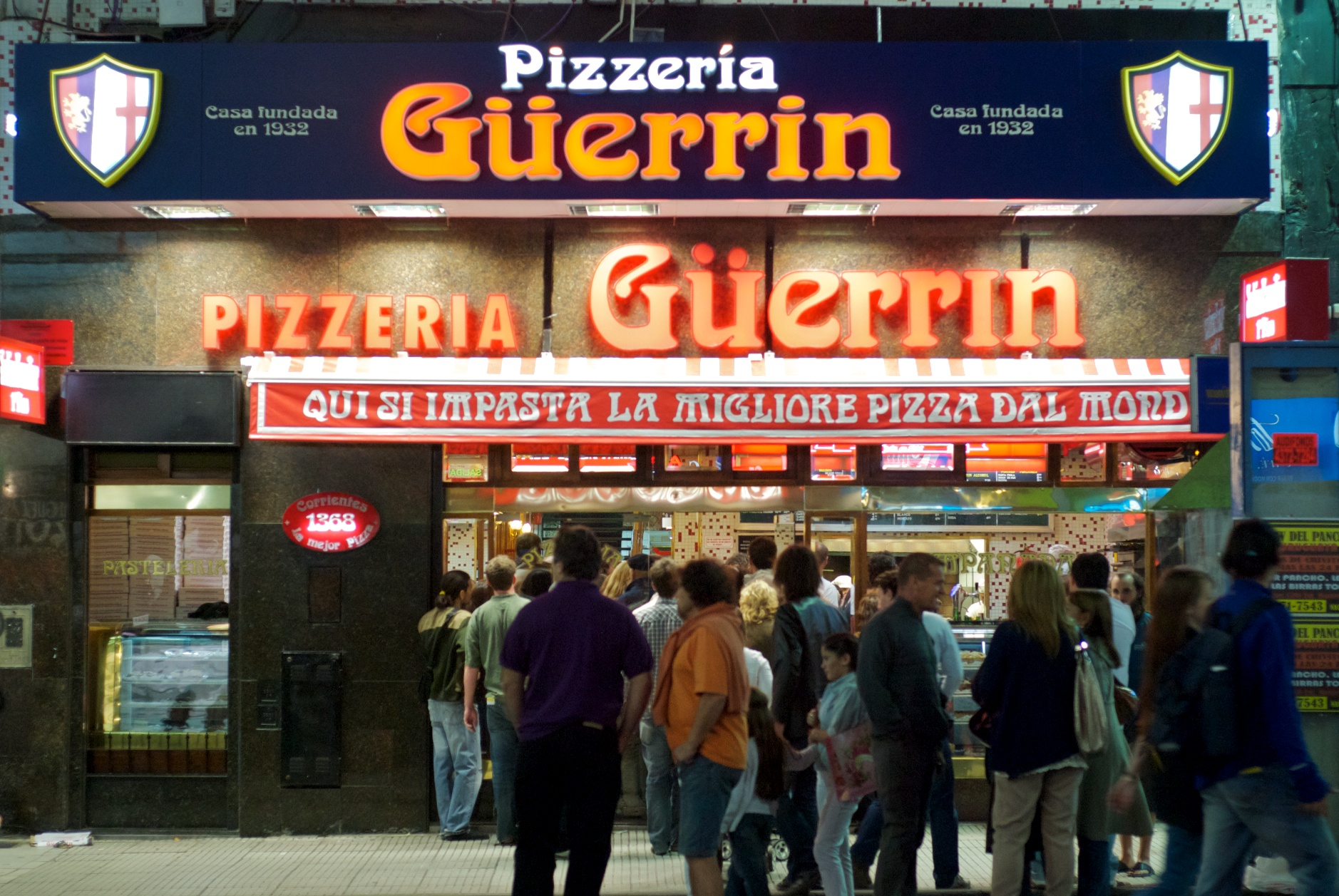
Habitual fila de gente para comprar pizza en Güerrín, sobre la Avenida Corrientes de Buenos Aires.

Entre las pizzerías históricas argentinas se destaca Banchero, fundada en 1932 pero originada mucho antes, en la panadería instalada por el inmigrante genovés Agustín Banchero en 1893, donde su hijo Juan inventó la fugazza con queso y sobre todo la fugazzetta, y se generó la costumbre de acompañarla con fainá. También se destaca la pizzería Güerrín, cuya pizza está considerada entre las mejores del mundo, con una producción diaria promedio de 1000 pizzas, alcanzando 1500 los fines de semana. En Buenos Aires es muy popular también una variante conocida como "pizza de cancha", muy similar a la pizza Marinera, que consiste en la masa cubierta de salsa de tomate, sin queso y fuertemente condimentada, que fue creada por los vendedores ambulantes a la salida de los partidos de fútbol.